# Åsele församling
Åsele församling var en församling i Luleå stift och i Åsele kommun i Västerbottens län. Församlingen uppgick 2010 i Åsele-Fredrika församling.

## Administrativ historik
Församlingen bildades 1648 genom en utbrytning ur Lycksele församling. 1746 utbröts Föllinge lappförsamling 26 april 1783 utbröts Volgsjö församling som kapellag, 25 november 1785 utbröts Viska församling och Bergvattnets församlingar båda som kapellag.
Församlingen utgjorde till 21 oktober 1686 ett eget pastorat för att därefter till 1700 ingå i pastorat med Anundsjö församling. Från 1700 till 7 maj 1799 utgjorde församlingen ett eget pastorat med ingående kapellag. Från 7 maj 1799 till 20 maj 1820 var församling moderförsamling i pastoratet Åsele och Vilhelmina för att därefter till 1999 utgöra ett eget pastorat, och därefter till 2010 ingå i pastorat med Fredrika församling. Församlingen uppgick 2010 i Åsele-Fredrika församling.

## Kyrkoherdar
| 1648–1652 | Olof Zachariæ Anzenius              | 1616–1700 |  |
| 1700      | Johannes Nicolai Beckius (Bechaeus) | 1650–1700 |  |
| 1701–1708 | Daniel Edin                         | 1650–1708 |  |
| 1710–1711 | Petrus Laurenti Anzenius            | 1680–1711 |  |
| 1712–1740 | Erik Joh. Sjöberg                   | 1681–1740 |  |
| 1741–1749 | Petrus Forssberg                    | 1703–1767 |  |
| 1749–1765 | Erik Wallinder                      | 1704–1765 |  |
| 1767–1781 | Erik Er. Forsner                    | 1714–1781 |  |
| 1783–1798 | Magnus Degerman                     | 1724–1798 |  |
| 1800–1811 | Erik Rhen                           | 1751–1811 |  |
| 1814–1823 | Erik Millén                         | 1763–1823 |  |
| 1826–1828 | Aron Sollén                         | 1768–1828 |  |
| 1830–1852 | Olof Lindahl                        | 1772–1852 |  |
| 1854–1882 | Conrad Grönlund                     | 1794–1882 |  |
| 1884–1917 | Johannes Arbman                     | 1844–1917 |  |

## Kyrkor
- Åsele kyrka
- Mariakapellet
- Långbäckens kapell